# Zatoglav
Zatoglav je malá vesnička a přímořské letovisko v Chorvatsku v Šibenicko-kninské župě, spadající pod opčinu Rogoznica. Nachází se asi 4 km od Rogoznice. V roce 2011 zde trvale žilo 61 obyvatel.
Až do roku 2011 byl Zatoglav součástí nedaleké vnitrozemské vesnice Dvornica a sloužil jako jedna z jejích přímořských částí. Sousedními letovisky jsou Ražanj a Rogoznica.